# Церковь объединения Японии
Церковь объединения Японии (яп. 世界平和統一家庭連合, до 2022 года — «Ассоциация Святого Духа за объединение мирового христианства») — японское отделение международного религиозного движения, основанного Мун Сон Мёном в Южной Корее.

## История
Церковь объединения учреждена в Корее в 1954 году. Церковь объединения начала свою деятельность в Японии в 1959 году. Организация была зарегистрирована в Японии в 1964 году под руководством Кимура Сётаро, первого президента японского отделения. В 1968 году совместно с Международной федерацией за победу над коммунизмом (англ. International Federation for Victory Over Communism) начала активную антикоммунистическую деятельность.
В 1970-х годах организация проводила кампании против коммунистической идеологии и поддерживала международные инициативы по укреплению семьи. В 1980-х годах организация занялась благотворительными проектами, в том числе оказанием гуманитарной помощи в странах Юго-Восточной Азии. В этот же период церковь учредила образовательные и культурные программы, направленные на укрепление семейных ценностей и духовного развития. 

## Деятельность
С 1960-х годов проводит церемонии «Благословения» с участием тысяч пар. Организация известна критикой ЛГБТ взглядов. Церковь владеет компаниями в сфере туризма, пищевой промышленности и СМИ (газета «Sekai Nippo»). 
После землетрясения 2011 года члены церкви активно помогали пострадавшим, предоставляя еду, жильё и медицинскую помощь. Кроме того, организация сотрудничала с международными гуманитарными фондами, обеспечивая поддержку беженцам и жертвам стихийных бедствий.

## Критика
В 2022 году убийство экс-премьера Синдзо Абэ было связано с критикой его связей с церковью, что привлекло внимание СМИ и властей к Церкви объединения. Нападавший утверждал, что его мать пожертвовала крупные суммы организации, что привело семью к финансовым трудностям. В октябре 2023 года Министерство образования, культуры, спорта, науки и технологий Японии подало иск о роспуске организации, ссылаясь на возможные нарушения правопорядка. Это вызвало критику со стороны международных правозащитных групп, утверждающих, что преследование нарушает принципы свободы вероисповедания.
Некоторые исследователи религии указывают, что Церковь объединения в Японии сталкивается с негативным освещением в СМИ, что привело к общественному давлению и законодательным мерам, не применяемым к другим религиозным организациям. В то же время независимые исследования показывают, что большинство последователей церкви ведут обычную жизнь, участвуют в общественной деятельности и не сталкиваются с проблемами, связанными с финансовыми пожертвованиями.

## Юридические вопросы и критика

### Закон №89 и роспуск организации
В декабре 2023 года Япония приняла Закон №89 «Закон о специальных мерах для оперативной помощи жертвам деликтов», направленный на контроль активов религиозных организаций, против которых поданы иски о роспуске. Закон позволяет MEXT присваивать организациям статус «специально обозначенных религиозных корпораций», что влечёт за собой строгий надзор за их финансами.
25 марта 2025 года Токийский окружной суд удовлетворил требование правительства о роспуске Церкви объединения. Решение было обжаловано, так как, по заявлению организации, доказательства, включая свидетельства «жертв», были сфальсифицированы.

### Конституционные споры
Критики закона утверждают, что роспуск религиозных организаций через упрощённую процедуру нарушает статью 32 Конституции Японии, гарантирующую право на публичное судебное разбирательство. Адвокат Патрисия Дюваль отметила, что использование критерия «общественного благосостояния» противоречит международным нормам.

### Идеологический контекст
Ряд аналитиков связывает антирелигиозную кампанию с деятельностью Национальной сети юристов против духовных продаж (NNLASS), созданной в 1987 году для борьбы с антикоммунистическими инициативами Церкви. Основатель NNLASS Хироси Ямагути заявил, что цель сети — лишить Церковь статуса религиозной корпорации.

## Реакция и последствия
- Япония: С 2022 года в Японии участились случаи дискриминации последователей Церкви объединения, включая увольнения с работы и исключения из учебных заведений. Некоторые семьи сообщали о принудительном разлучении и давлении с целью отказа от религиозных убеждений. В ответ на эти события международные организации по защите прав человека выступили с призывами к правительству Японии соблюдать международные стандарты религиозной свободы[23].
- Церковь объединения: Церковь объединения продолжает свою деятельность в Японии, проводя образовательные программы, межрелигиозные конференции и благотворительные инициативы, направленные на укрепление социальных связей и гармонию в обществе[24].
- США: Бывший спикер Палаты представителей Ньют Гингрич осудил решение Японии как угрозу свободе вероисповедания[25].
- ООН: Комитет по правам человека призвал Японию пересмотреть использование критерия «общественного благосостояния»[26].